# 蒙特雷 (索恩-卢瓦尔省)
蒙特雷（法語：Montret，法語發音：[mɔ̃tʁɛ]）是法国索恩-卢瓦尔省的一个市镇，属于卢昂区。

## 地理
蒙特雷（46°40'42"N, 5°6'46"E）面积14.59 平方千米，位于法国勃艮第-弗朗什-孔泰大區索恩-卢瓦尔省，该省份为法国中部省份，北起顺时针与科多尔省、汝拉省、安省、罗讷省、卢瓦尔省、阿列省和涅夫勒省接壤。
与蒙特雷接壤的市镇（或旧市镇、城区）包括：韦里塞、布朗日、瑞夫、布雷斯地区圣安德烈、布雷斯地区圣艾蒂安、布雷斯地区圣樊尚、塞耶河畔萨维尼。

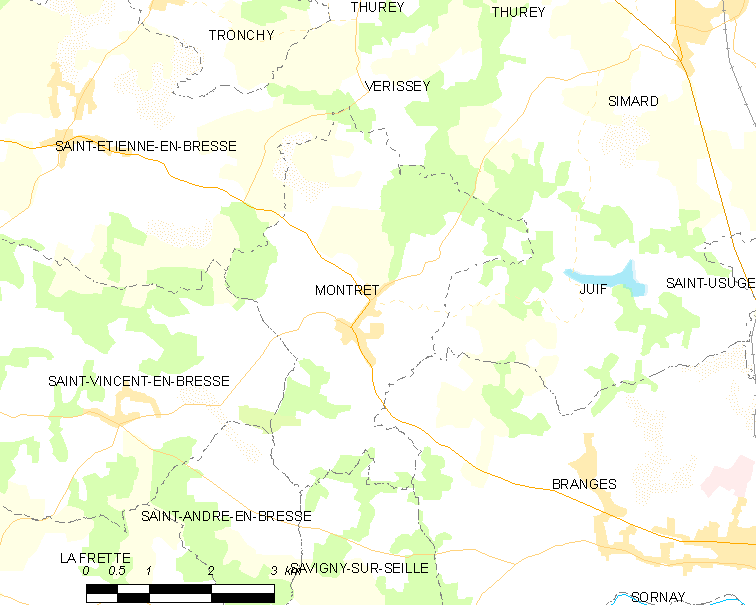
的OSM定位图

蒙特雷的时区为UTC+01:00、UTC+02:00（夏令时）。

## 行政
蒙特雷的邮政编码为71440，INSEE市镇编码为71319。

## 政治
蒙特雷所属的省级选区为卢昂县。

## 人口

1962-2008年间人口变化图示

蒙特雷于2022年1月1日时的人口数量为763人。